# فريدريك موس (سياسي)
فريدريك موس هو سياسي نيوزيلندي، ولد في 1829 في المملكة المتحدة، وتوفي في 8 يوليو 1904 في أوكلاند في نيوزيلندا. انتخب عضو مجلس النواب النيوزيلندي ‏.